# Лоран Гане
Лоран Гане (фр. Laurent Gané, 7 березня 1973) — французький велогонщик.
Олімпійський чемпіон 2000 року в командному спринті, бронзовий призер 2004 року в командному спринті.
Чемпіон світу з трекових велоперегонів 1999 (спринт), 1999 (командний спринт), 2000 (командний спринт), 2001 (командний спринт), 2003 (спринт), 2003 (кейрін), 2004 (командний спринт) років, срібний призер 2000 (спринт), 2001 (спринт), 2001 (кейрін), 2003 (командний спринт), 2004 (спринт) років, бронзовий призер 1996 (командний спринт), 1998 (спринт), 1998 (кейрін) років.